# Iochroma lilacinum
Iochroma lilacinum är en potatisväxtart som beskrevs av S.Leiva och K.Lezama. Iochroma lilacinum ingår i släktet Iochroma och familjen potatisväxter. Inga underarter finns listade i Catalogue of Life.